# Чемпионат СССР по классической борьбе 1986
55-й Чемпионат СССР по классической борьбе проходил в Ростове-на-Дону с 30 января по 4 февраля 1986 года.

## Медалисты
| Весовая категория   | Золото                                          | Серебро                                          | Бронза                                       |
| ------------------- | ----------------------------------------------- | ------------------------------------------------ | -------------------------------------------- |
| Наилегчайший вес    | Иван Самтаев «Спартак» (Горно-Алтайск)          | Ильхам Умаев «Динамо» (Баку)                     | Вардан Кахкичян Профсоюзы (Эчмиадзин)        |
| Легчайший вес       | Александр Игнатенко Вооружённые Силы (Омск)     | Сергей Игнатенко Вооружённые Силы (Омск)         | Минсеит Тазетдинов «Динамо» (Ульяновск)      |
| Полулёгкий вес      | Тимержан Калимуллин «Динамо» (Омск)             | Сергей Буланов Вооружённые Силы (Ростов-на-Дону) | Александр Шестаков Вооружённые Силы (Гродно) |
| Лёгкий вес          | Камал Мусаев «Динамо» (Ростов-на-Дону)          | Рафиз Садыков «Трудовые резервы» (Уфа)           | Анатолий Таинкин «Динамо» (Киев)             |
| 1-й полусредний вес | Аслаудин Абаев «Динамо» (Грозный)               | Ислам Дугучиев «Динамо» (Ростов-на-Дону)         | Михаил Елизарьев «Динамо» (Ульяновск)        |
| 2-й полусредний вес | Даулет Турлыханов Вооружённые Силы (Алма-Ата)   | Александр Кудрявцев «Зенит» (Москва)             | Валерий Богданёнок Вооружённые Силы (Минск)  |
| 1-й средний вес     | Абдулбасир Батталов «Трудовые резервы» (Уфа)    | Сергей Насевич «Спартак» (Ростов-на-Дону)        | Алексей Савинкин Вооружённые Силы (Москва)   |
| 2-й средний вес     | Павел Потапов «Динамо» (Ульяновск)              | Теймураз Апхазава «Динамо» (Кутаиси)             | Абдула Забаков «Трудовые резервы» (Алма-Ата) |
| Полутяжёлый вес     | Анатолий Федоренко Вооружённые Силы (Гродно)    | Вячеслав Клименко Вооружённые Силы (Киев)        | Шамиль Нугаев «Спартак» (Саранск)            |
| Тяжёлый вес         | Владимир Григорьев Вооружённые Силы (Челябинск) | Николай Макаренко Вооружённые Силы (Киев)        | Евгений Артюхин Вооружённые Силы (Москва)    |